# 117 Ломія
117 Ломія (117 Lomia) — астероїд головного поясу, відкритий 12 вересня 1871 року.